# Bobby Fischer bor i Pasadena
Bobby Fischer bor i Pasadena är svensk pjäs av Lars Norén, senare även framförd i TV (1990).
Pjäsen behandlar ett av dramatikern Lars Noréns huvudämnen: den sönderfallande familjen. Under en kväll, natt och morgon får man följa en stockholmsk Östermalmsfamiljs (sista) krampaktiga försök till försoning och ömsesidig respekt. Dramat kretsar kring den dominanta modern, tillika före detta känd aktris, den egenföretagande fadern och de vuxna barnen, den autistiske sonen Tomas, vars största idol är Bobby Fischer, och dottern, den alkoholiserade läraren Ellen. 
Norén har byggt upp sin pjäs i enlighet med schackpartiets tre faser, med en spelöppning, ett mittspel och det allt avgörande slutspelet.
Titeln till pjäsen anspelar på den amerikanske schackvärldsmästaren Bobby Fischer, känd för sin "borderline-personlighet", då boende i Pasadena, Kalifornien, USA.

## Citat
Tomas: Han kanske ska spela mot Kasparov. Han bor på ett hotell i Pasadena. Bobby Fischer flyttar hela tiden, från det ena hotellet till det andra.
Ellen: Från vadå?
Tomas: Från vadå?
Ellen: Ja, vad flyttar han ifrån hela tiden? Varför bor han inte på samma ställe?
Tomas: För att människor inte ska få tag på honom, därför flyttar han hela tiden.
Ellen: Varför vill de få tag i honom? Vad har han gjort?
Tomas: Han har inte gjort nånting. Jaa.. Det vill säga, han är bäst. Och därför försöker de få honom att spela igen - han har slutat spela.
Ellen: Då kan han vara bäst hela tiden...
(ur andra akten)